# Benzoină
Benzoina este un compus organic din seria aciloinelor aromatice, cu formula C6H5-CH(OH)-C(=O)-C6H5 (o hidroxicetonă ce conține atașate două resturi fenil). Este o substanță solidă, cristalină, de culoare albă și cu un miros asemănător camforului. Se obține din benzaldehidă prin reacția de condensare benzoinică. Este o substanță chirală ce poate exista sub forma a doi enantiomeri: (R)-benzoină și (S)-benzoină.

## Obținere
Benzoina se prepară prin reacția de condensare benzoinică a benzaldehidei.

## Proprietăți și utilizare
Principala utilizare a benzoinei este ca precursor al benzilului, care este utilizat ca fotoinițiator. Conversia se realizează prin oxidare organică folosind cupru(II), acid azotic sau peroximonosulfat.
Benzoina poate fi utilizată și în prepararea mai multor medicamente, inclusiv oxaprozină, ditazol și fenitoină.